# Toshinari Maeda
Pour les articles homonymes, voir Maeda.
Toshinari Maeda, 2e marquis Maeda (前田 利為, Maeda Toshinari) (5 juin 1885 – 5 septembre 1942), était un général japonais et le premier commandant des forces du Nord de Bornéo pendant la Seconde Guerre mondiale.
Il donna son nom à l'île de Labuan pendant la période d'occupation japonaise de l'Asie du Sud-Est. Il meurt dans un accident d'avion en 1942.
Il a été le 16e chef du clan Maeda.